# Chromadorina hiromii
Chromadorina hiromii is een rondwormensoort uit de familie van de Chromadoridae. De wetenschappelijke naam van de soort is voor het eerst geldig gepubliceerd in 2001 door Kito & Nakamura.